# 二硫化铀
二硫化铀是一种无机化合物，化学式为US2。它可由二氧化铀或八氧化三铀和硼与硫的混合物在800 °C反应制得。它在高温下可以被氧气氧化为八氧化三铀、硫酸铀酰和其它铀的氧化物或硫氧化物。它和金属、硫反应，或和金属的硫化物反应，可以得到RhUS3、Ba2Cu2US5等化合物。